# Rocker
Rocker este un film românesc din 2012 regizat de Marian Crișan. Rolurile principale au fost interpretate de actorii Dan Chiorean, Alin State, Ofelia Popii.

## Distribuție
Distribuția filmului este alcătuită din:
- Richard Balint
- Daniel Vulcu
- Elvira Rîmbu
- Ionuț Niculae — Cristi
- Dan Chiorean — Victor
- Răzvan Popa
- Ofelia Popii — Laura
- Alin State — Florin
- Crina Semciuc — Iolanda

## Primire
Filmul a fost vizionat de 2.425 de spectatori în cinematografele din România, după cum atestă o situație a numărului de spectatori înregistrat de filmele românești de la data premierei și până la data de 31 decembrie 2014 alcătuită de Centrul Național al Cinematografiei.